# Goodbye Cruel World
Goodbye Cruel World es una canción escrita por Roger Waters, grabada y publicado por la banda de rock progresivo Pink Floyd, lanzado el 30 de noviembre de 1979, cómo parte del álbum "The Wall" y en la película "Pink Floyd: The Wall.

## Composición
Una canción tranquila, el sintetizador analógico Prophet-5 proporciona la secuencia de acordes D mayor : D, G, D, A, D, mientras que el bajo toca las notas de fondo y sus octavas.  Se utilizó un riff de bajo similar en las canciones anteriores de Pink Floyd Careful with That Axe, Eugene y en el desvanecimiento de See Emily Play.  Notablemente, la última instancia de la palabra "adiós" se dice mientras se corta la música, lo que hace que el "adiós" final parezca algo desesperado, así como identificar al oyente con Pink mientras corta todos los lazos con el mundo exterior.

## Trama
Al igual que con todas las pistas en The Wall , "Goodbye Cruel World" relata al oyente un segmento de la historia de Pink (el protagonista del álbum). Más específicamente, esta canción expresa el reconocimiento de Pink de la finalización de su muro mental, y el reconocimiento de su profundo aislamiento de la sociedad.

## Personal
- Roger Waters - bajo,[2] voces[3]
- Richard Wright - sintetizador Prophet-5[3]